# Odprto prvenstvo Anglije 2003
Odprto prvenstvo Anglije 2003 je teniški turnir za Grand Slam, ki je med 23. junijem in 6. julijem 2003 potekal v Londonu.

## Moški posamično
Roger Federer :  Mark Philippoussis 7-6(7-5) 6-2 7-6(7-3)

## Ženske posamično
Serena Williams :  Venus Williams 4-6 6-4 6-2

## Moške dvojice
Jonas Björkman /  Todd Woodbridge :  Mahesh Bhupathi /  Maks Mirni 3-6 6-3 7-6(7-4) 6-3

## Ženske  dvojice
Kim Clijsters /  Ai Sugijama :  Virginia Ruano Pascual /  Paola Suarez 6-4 6-4

## Mešane dvojice
Leander Paes /  Martina Navratilova :  Andy Ram /  Anastassia Rodionova 6-3 6-3